# HuffPost
HuffPost (anteriormente conocido como The Huffington Post) es un periódico en línea y blog agregador de noticias, fundado por Arianna Huffington, Kenneth Lerer y Jonah Peretti, que presenta noticias y artículos de columnistas. El sitio ofrece cobertura sobre política, negocios, entretenimiento, moda, el movimiento verde, noticias internacionales y humor. El 15 de junio de 2012 ocupaba en Alexa el puesto global 96 (25 en los Estados Unidos).

## Fundación y desarrollo
The Huffington Post fue fundado por Andrew Breitbart, Arianna Huffington, Kenneth Lerer y Jonah Peretti, el sitio se lanzó el 9 de mayo de 2005, como un agregador de comentarios y una alternativa liberal y progresista al conservadurismo de los agregadores de noticias tales como Drudge Report.
En 2008, el sitio lanzó su primera versión local, HuffPost Chicago; HuffPost Nueva York fue lanzada en junio de 2009; HuffPost Denver hizo lo propio el 15 de septiembre de 2009 y HuffPost Los Ángeles inició operaciones el 2 de diciembre de 2009. The Huffington Post tiene una comunidad activa con más de un millón de comentarios por mes. Antes de The Huffington Post, Huffington mantenía una página web llamada Ariannaonline.com. Su primera incursión en Internet fue una página web llamada Resignation.com, que pedía la renuncia del presidente de los Estados Unidos Bill Clinton y fue un lugar de encuentro para los conservadores opuestos a Clinton.
La versión española, El HuffPost, desembarcó en España el 6 de junio de 2012, y Prisa Noticias participa en ella con el 50%.
El HuffPost tiene también versiones en Francia, Reino Unido e Italia desde el 25 de septiembre de 2012. El 20 de octubre de 2013  comenzó a salir la versión alemana.
En México inició operaciones en septiembre de 2016, como The Huffington Post, edición mx. Y cerró operaciones en marzo de 2019, de manera repentina por decisión de Grupo Imagen Multimedia, empresa que operaba el sitio en la versión mexicana. 
The Huffington Post ganó su primer Pulitzer en 2012 en la persona de David Wood, categoría de reportaje nacional.
Según Technorati Authority, al 15.06.2012 The Huffington Post ocupaba el primer lugar en los Top 100 Blogs (el ranking se actualiza una vez al día).

## Su propiedad
En marzo de 2011, fue adquirida por AOL por 315 millones de dólares, convirtiendo a Arianna Huffington en editora en jefe. En junio de 2015, Verizon Communications adquirió AOL por 4400 millones de dólares y el sitio pasó a formar parte de Verizon Media. En noviembre de 2020, BuzzFeed adquirió la empresa. Semanas después de la adquisición, BuzzFeed despidió a 47 empleados de HuffPost en los EE. UU. (principalmente periodistas) y cerró HuffPost Canadá, despidiendo a 23 empleados que trabajaban para las divisiones canadiense y de Quebec de la empresa.

## Ediciones locales
- En la primavera de 2007, se lanzó la primera versión local, HuffPost Chicago.[18]

- En junio de 2009, se lanzó HuffPost Nueva York.[19]

- HuffPost Denver se lanzó el 15 de septiembre de 2009.[20][21]

- HuffPost Los Ángeles se lanzó el 2 de diciembre de 2009.[22][23]

- HuffPost San Francisco se lanzó el 12 de julio de 2011.[24]

- HuffPost Detroit se lanzó el 17 de noviembre de 2011.[25][26]

- HuffPost Miami se lanzó en noviembre de 2011.[27][28]
- HuffPost España se lanzó el 6 de junio de 2012,

- HuffPost Hawái se lanzó en colaboración con el servicio de noticias de asuntos públicos y reportajes de investigación en línea Honolulu Civil Beat el 4 de septiembre de 2013.[29][30]

## Autores
The Huffington Post tiene muchos columnistas invitados, llamados bloggers, así como periodistas.
| - Alec Baldwin - Bruce Cohen - John Conyers - Richard Dawkins - Alan Dershowitz - Howard Fineman - Larry Gelbart - Johann Hari | - Gary Hart - Jesse Jackson - Alicia Keys - Yoko Ono - Robert Reich - Bernie Sanders - Yoani Sánchez - Al Sharpton | - Harry Shearer - Anne Sinclair - Cenk Uygur - Sigourney Weaver - Bradley Whitford - Barbra Streisand - Paula Escobar |